# Jupiter et Antiope : la grande planche
Jupiter et Antiope : la grande planche est une gravure de Rembrandt exécutée en 1659. On en connait deux états. Elle est conservée au British Museum à Londres et au musée des beaux-arts de Houston. 

## Histoire
En gravant un satyre s'approchant d'une femme nue endormie, Rembrandt revient, dans la maturité de son art, à un thème qu'il a déjà traité en 1631, mais il est presque certain que la composition de l'œuvre s'inspire de Jupiter et Antiope, d'Annibale Carracci. Rembrandt affirme cependant sur plusieurs points une vision propre. Il s'écarte de Carracci en retirant le Cupidon et le paysage, par le traitement de l'ombre et par la position des bras d'Antiope, le droit complètement relâché.
Il n'y a pas de dessin préliminaire à la gravure de connu, mais des études du nu ont été conservées. Elles sont considérées comme faites d'après modèle.
La gravure a deux états. Le second diffère du premier par le travail de l'ombre de Jupiter, beaucoup plus marquée. 

## Description

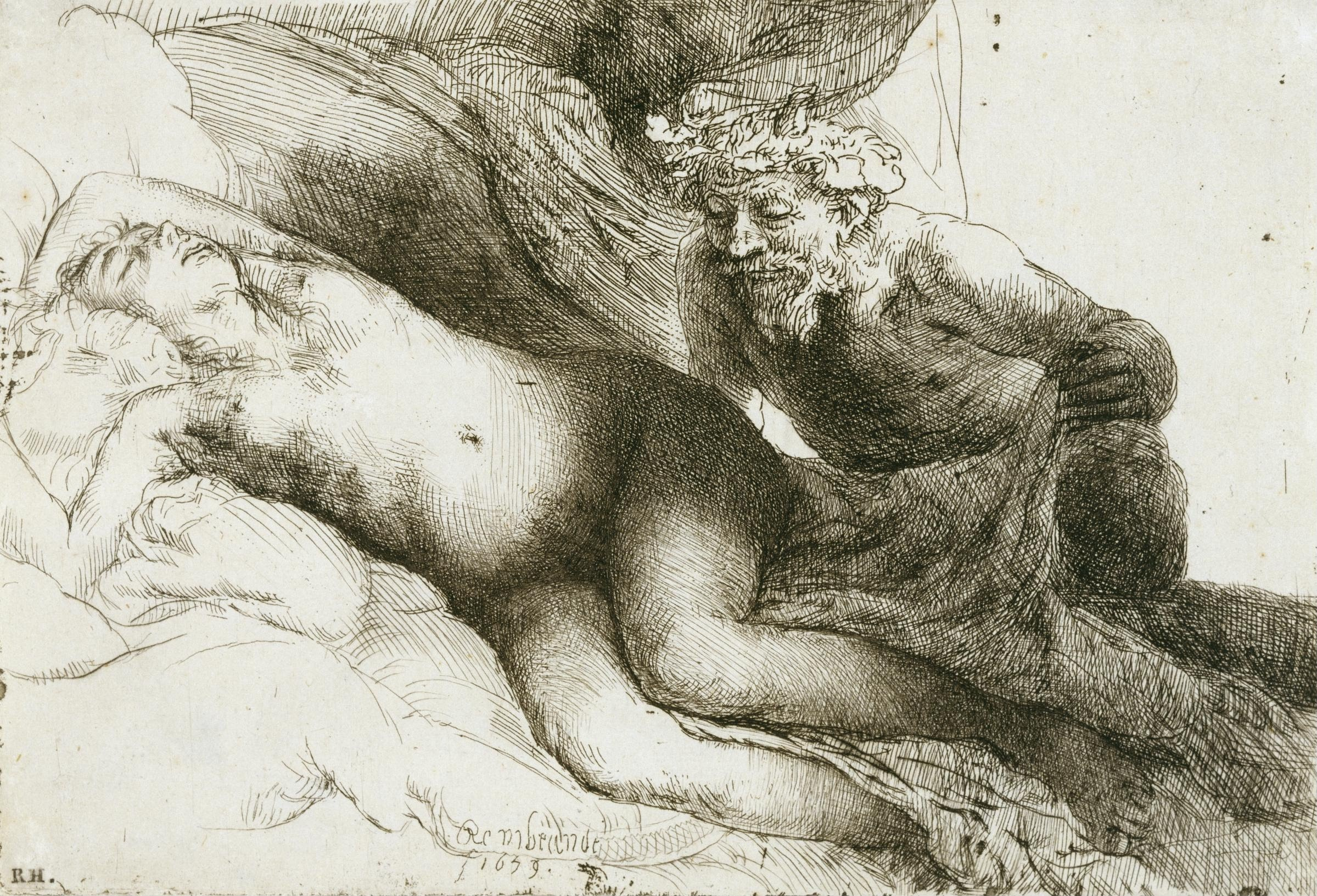
Jupiter et Antiope : 1er état (musée des beaux-arts de Houston).

La gravure représente Jupiter, en satyre, se penchant sur Antiope, nue et endormie, et la découvrant. Les deux visages sont tracés avec finesse et clarté, et s'opposent en harmonie. La façon dont Rembrandt rend le sommeil d'Antilope, avec la bouche ouverte et les bras détendus, est particulièrement convaincante.
L'ombre du dieu se projette sur Antiope et sur sa couche. Elle est rendue par un travail de hachures très marquées, notamment sur le bas-ventre de la femme. D'autres parties de la plaque, comme l'épaule du satyre, sont vierges de traits. L'ensemble de la composition donne une impression d'homogénéité, obtenue à la fois par une exécution rapide et de profonds accents à la pointe sèche et au burin.
La gravure est signée et datée, au centre droit, « Rembrandt f. 1659 ».
Un texte anonyme alertant sur les dangers du désir est porté dans le bas : « Jupyn, als hij ontsluit het Vrouwelijk slot, Word Droes of beest of vleugeldier of zot », avec sa traduction en français « Jupin, ouvrant serrure feminine, Fait Satirique ou autre enorme mine ».